# Уивер (река)
Уивер (англ. Weaver) — река в графстве Чешир, северная Англия. В 1720—1732 годах проводились работы по улучшению проходимости реки.

## География реки
Река Уивер более 80 км в длину. От своего истока в горах западного Чешира к югу от Пекфортонского замка, она вначале она течет в юго-восточном направлении в сторону границы с графством Шропшир, а потом заворачивает на север. Первым крупным городом на реке является Нантвич, через 100 метров на севере от города реку пересекает мост 19-го века.
Ниже Уинсфорда русло реки было расширено для того, чтобы торговые корабли могли проплывать там. Часть реки ниже Фродшема больше не судоходна.